# Xã Black Fish, Quận St. Francis, Arkansas
Xã Black Fish (tiếng Anh: Black Fish Township) là một xã thuộc quận St. Francis, tiểu bang Arkansas, Hoa Kỳ. Năm 2010, dân số của xã này là 111 người.